# داریوش مظفریان
دکتر داریوش مظفریان؛ دانشمند، پژوهشگر و متخصص قلب و عروق اپیدمیولوژی و استاد دانشگاه اهل ایالات متحده آمریکا است و اصالت ایرانی دارد. وی رئیس دانشکده علوم غذایی و سیاست فریدمن دانشگاه تافتس در بوستون ایالت ماساچوست است.

## تحصیلات
مظفریان مدارک کارشناسی خود را در زیست‌شناسی از دانشگاه استنفورد، M.P.H از دانشگاه واشینگتن، M.D از دانشگاه کلمبیا و دکترای خود را در اپیدمیولوژی از دانشکده بهداشت عمومی دانشگاه هاروارد دریافت نمود.

## فعالیت علمی و حرفه‌ای
مظفریان از سال ۲۰۰۴ تا سال ۲۰۰۷ به عنوان عضو کمکی هیئت علمی در دانشگاه پزشکی تافتس بود و مدتی به عنوان یک استادیار در HSPH و همچنین به عنوان استادیار در بخش پزشکی قلب و عروق در دانشکده پزشکی هاروارد و بیمارستان زنان و بریگهام خدمت نمود. وی از تاریخ ۱ ژوئیه ۲۰۱۴، ریاست علوم و تغذیه «مدرسه علم تغذیه و سیاست جرالد جی و دوروتی آر فریدمن» دانشگاه تافتس در بوستون ایالت ماساچوست و تیم تحقیقاتی را به عهده دارد.

## تحقیقات و آثار
دکتر داریوش مظفریان نویسنده بیش از ۲۰۰ مقاله علمی در مورد موضوعاتی از جمله عوامل خطر برای بیماری قلبی-عروقی و سکته مغزی است. در سال ۲۰۱۰ او به عنوان کارشناس متخصص گروه تغذیه و بیماری‌های مزمن، رئیس بار جهانی بیماری (Global Burden of Diseases) انتخاب شد و در حال فعالیت می‌باشد.
مظفریان در طی سال‌های ۲۰۱۱ تا ۲۰۱۴ نتیجه یک سری مطالعه و تحقیقات خود را در رابطه با ارتباط کیفیت یک رژیم غذایی با افزایش شدید وزن را منتشر کرد. این مطالعه نشان می‌داد که از تمام غذاهای مورد بررسی قرار گرفته، مصرف چیپس سیب‌زمینی بیشتر با افزایش وزن همراه است. همچنین در تحقیقات و بحث تجزیه و تحلیل و ارتباط بین مصرف چربی‌های اشباع شده و خطر ابتلا به بیماری‌های قلبی همکاری نمود. وی در این خصوص گفت: «من شخصاً فکر می‌کنم این نتایج نشان می‌دهد که مصرف ماهی و روغن‌های گیاهی باید تشویق شوند.»
در سال ۲۰۱۵ محققان و کارشناسان علوم تغذیه و بیماری، با استناد به مطالعات و تحقیقات منتشر شده توسط دکتر مظفریان اعلام نمودند که: مصرف قند شیرین در انواع نوشابه و آشامیدنی، سالانه مسئول مرگ و میر حدود ۱۸۴٬۰۰۰ نفر در سراسر جهان است.